# گروه اچ‌آرجی
گروه اچ‌آرجی (انگلیسی: HRG Group) شرکت نفت آمریکایی است، که در سال ۱۹۹۹ تأسیس شد.